# Ursula Lillig
Ursula Lillig (Magdeburg, 1938. szeptember 2. – Frankfurt am Main, 2004. június 16.) német színpadi és filmszínésznő, szinkronszínész, hangjáték-szereplő.

## Élete
Magdeburgban született 1938-ban. Gustaf Gründgensnél tanult Hamburgban. Már pályakezdő színésznőként, az 1950-es évektől klasszikus színművekben játszott. Alapvetően színpadi színésznőként dolgozott egész életében, de 1958-ban már megkapta első filmszerepét is a „Vízkereszt, vagy amit akartok” c. tévéfilmben.
Pályája során igen sok hangjátékban is szerepelt, így Gustaf Gründgens színész-rendező nagy visszhangot keltett, 1959-es Faust 2 c. rádiójátékában is. Kellemes orgánuma révén egész pályája során nagyszámú német nyelvű hangjátékban, rádiójátékban volt hallható, emellett hangoskönyvek felolvasójaként és szinkronszínészként is gyakran kölcsönözte a hangját.
Fiatal színésznőként Mainzban dolgozott. Hamarosan több televíziós produkcióban is kapott kisebb szerepeket. 1965-ben, 27 éves korában beválogatták az Orion űrhajó fantasztikus kalandjai tévésorozat mind a hét epizódjába, Helga Legrelle hadnagy szerepére, Dietmar Schönherr, Eva Pflug, Charlotte Kerr, Claus Holm, Wolfgang Völz és Friedrich G. Beckhaus mellett. A kultuszfilmmé vált sorozat állandó szereplőjeként országos és nemzetközi ismertséget szerzett. Eredeti szinkronhangját Czigány Judit, a 2002-es újraszinkronizálásban Götz Anna adta.
Az „Orion űrhajó” sikere után egy ideig nem kapott komolyabb televíziós szerepet, de színházakban folyamatosan dolgozott, pl. Mainzban is. Az 1970-es évek elejéről a frankfurti Theater am Turm („TAT”) színházban dolgozott. A Werner Fassbinder által rendezett „Amikor 13 újhold van egy évben” (In einem Jahr mit 13 Monden) c. drámában és annak 1978-as filmváltozatában szerepelt, elismerést szerezve. (Magyarországon ezt a filmet csak 1991-ben mutatták be.)
A „TAT” színház 1979-es bezárása után, az 1980-as évek elején több színésztársaival együtt megalapította a „Schlicksupp Theatertrupp” nevű független társulatot. A frankfurti színházi élet tevékeny és elismert szereplőjévé vált. 1994-ben, a város fennállásának 1200 éves jubileuma alkalmával az ünnepi Faust-előadásokon Mephisto szerepében állt színpadra, sikert aratva.
Az 1990-es évek végéig dolgozott a színpadon. 65 éves korában rákbetegségben hunyt el Frankfurtban.

## Filmes, televíziós szerepei
- 1958: Vízkereszt, vagy amit akartok (tévéfilm)
- 1958: Der Tod auf dem Rummelplatz (tévéfilm)
- 1958: Unser Herr Vater (tévéfilm)
- 1959: Der zerbrochne Krug (tévéfilm)
- 1961: Adieu, Prinzessin (tévésorozat)
- 1961: Bis zum Ende aller Tage
- 1962: Der Schlaf der Gerechten (tévéfilm)
- 1963: Ein besserer Herr (tévéfilm)
- 1966: Őrjárat a kozmoszban – Az Orion űrhajó fantasztikus kalandjai tévésorozat, 7 epizód, (Helga Legrelle)
- 1968: Das Kriminalmuseum (tévésorozat, 1 epizód)
- 1969: Attentat auf den Mächtigen (tévéfilm)
- 1971–1973: Drüben bei Lehmanns (tévésorozat, 6 epizód)
- 1978: Amikor 13 újhold van egy évben (játékfilm)
- 1981: Irrgarten – Marco Ruschiz’ Fahrt zu den Wolken (tévéfilm)
- 1985: Der Angriff der Gegenwart auf die übrige Zeit
- 1993: Der große Bellheim (tévésorozat)
- 1994: Happy Birthday Bavaria (szórakoztató talkshow, Bavaria Filmstudios)
- 1997: A rendőrség száma 110 (Polizeiruf 110) tévésorozat, Tűzhalál/Feuertod c. epizód
- 2003: Orion űrhajó – A visszatérés, moziváltozat (Raumpatrouille Orion – Rücksturz ins Kino)